# 매머드
매머드(mammoth)는 포유류 장비목에 속하는 멸종한 동물로, 크게 휜 엄니와 긴 털이 특징이다. 플라이스토세인 약 480만 년 전부터 약 4천 년 전까지 존재했다.
가장 오래된 매머드 화석은 아프리카에서 발견된 것으로 약 400만 년 전에 살았던 것이다. 매머드는 아프리카에서 다른 대륙으로 널리 퍼져 나갔고, 구석기 시대 사람들은 매머드를 사냥하여 식량으로 이용했다. 약 만 년 전에 멸종했다.

## 특징
매머드는 몸집이 매우 크고 육중한데, 어떤 것은 어깨높이가 4.5m에 이르렀다. 코와 엄니가 길었는데, 엄니의 길이는 4m쯤 되었다. 엄니는 위턱에서 아래로 나와 위로 둥글게 말려 있었다. 온몸에 긴 털이 나 있어 빙하기의 혹심한 추위에도 견딜 수 있었다. 매머드의 화석은 자주 발견되었으며, 러시아 혁명이 임박한 20세기 러시아에서 온전한 매머드 유해가 시베리아의 얼음 속에서 발견되기도 했다. 이러한 화석 발견과 연구로 과학자들은 매머드가 솔잎이나 나무의 새로 난 가지 등을 먹고 살았음을 밝혀 냈다.

## 크기
매머드는 그들의 현대 후손인 코끼리처럼 매우 컸다. 그래서 영어로 mammoth 라는 단어의 의미는 "큰" 이나 "거대한"이라는 뜻으로 일컬어지고 있다. 알려진 가장 큰 종은 쑹화강(송화강) 매머드(현재는 의문명)와스텝 매머드로서, 어깨까지의 높이가 무려 5m에 육박한다. 매머드는 추정컨대 보통 6에서 8톤 정도가 나갔을 것이다. 하지만 예외적으로 큰 수컷들은 아마 12톤 이상이었을 것이다. 그러나 대부분의 매머드 종들은 현대 아시아 코끼리와 크기가 유사하다. 드워프 매머드 종의 화석은 캘리포니아 해협 섬과 이탈리아의 샤르데냐 섬에서 발견되었고 드워프 울리 매머드들의 종이 또한 브랑겔 섬, 시베리아 북쪽에 있다.

## 멸종
매머드는 마지막 빙하기가 끝나면서 멸종했지만, 브란겔섬의 난쟁이 매머드(Dwarf Mammoth)는 기원전 1700~1500년경까지 살아 있었다. 난쟁이 매머드가 살아남은 것은 섬이 멀리 떨어져 있었고, 플라이스토세가 끝난 뒤에도 사람이 살지 않았기 때문이다. 이 섬은 1820년대 미국 포경선이 발견했다. 매머드의 멸종이 빙하기가 끝난 기후의 변화 때문인지, 인류의 사냥 때문인지에 대해서는 아직 논란의 여지가 있다. 전염병 때문이라는 설도 있다.

## 발굴
북동 러시아와 북아메리카, 동아시아에서는 매머드의 시체, 어금니와 상아가 발굴된다. 우크라이나에서 출토된 후기 구석기 시대(기원전 1만 년전) 화로의 양쪽에는 매머드의 엄니가 아래를 향해 박혀 있다. 이것은 고기를 꼬치에 꿰어서 구워 먹었음을 보여주는 확실한 증거가 된다.
대한민국의 경우 원래 매머드 화석이 발견되지 않았는데 1996년에 전라북도 부안군에서 어금니와 골격 화석이 발굴되었다. 조선민주주의인민공화국에서는 함경북도 길주군에서 화석이 발굴되었으며, 일부는 천연기념물로 지정되어 있다. 털코끼리는 조선민주주의인민공화국에서 매머드를 부르는 이름이다. 두꺼운 털이 있는 매머드가 한반도 북부에 살았다는 것은 해당 지역이 빙하기에 추웠다는 것을 암시한다.

## 시베리아 생존설
2012년 2월 10일, 한 동영상이 나와 인터넷을 뜨겁게 달구고 있다. 시베리아에서 찍은 한 괴생명체가 강을 건너는 동영상인데 매머드나 큰 물고기를 물고 가는 곰으로 추정되고 있다. 전문가들은 “매머드가 여전히 시베리아 벌판에 돌아다닌다는 소문은 수십 년간 이어져 왔고 가끔 지역 주민에 의한 목격담이 전해진다.”면서 “시베리아는 거대한 영토고 여전히 많은 곳이 인간의 손길이 닿지 않은 채 그대로 남겨져 있다.”고 말했다.
만약 이 정체불명의 괴생명체가 실제 살아있는 매머드일 경우 실러캔스와 더불어 살아있는 화석이 된다.

## 사진

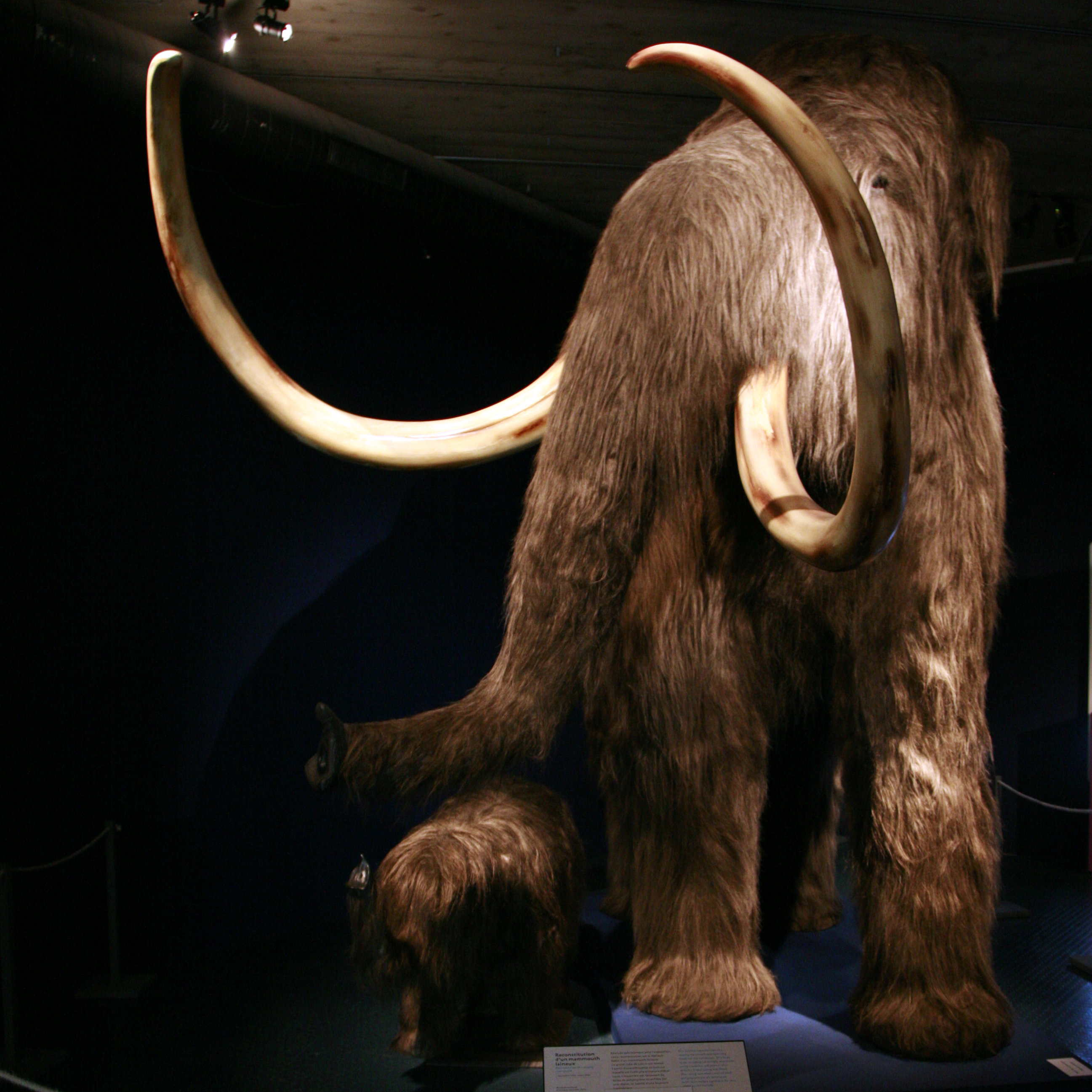
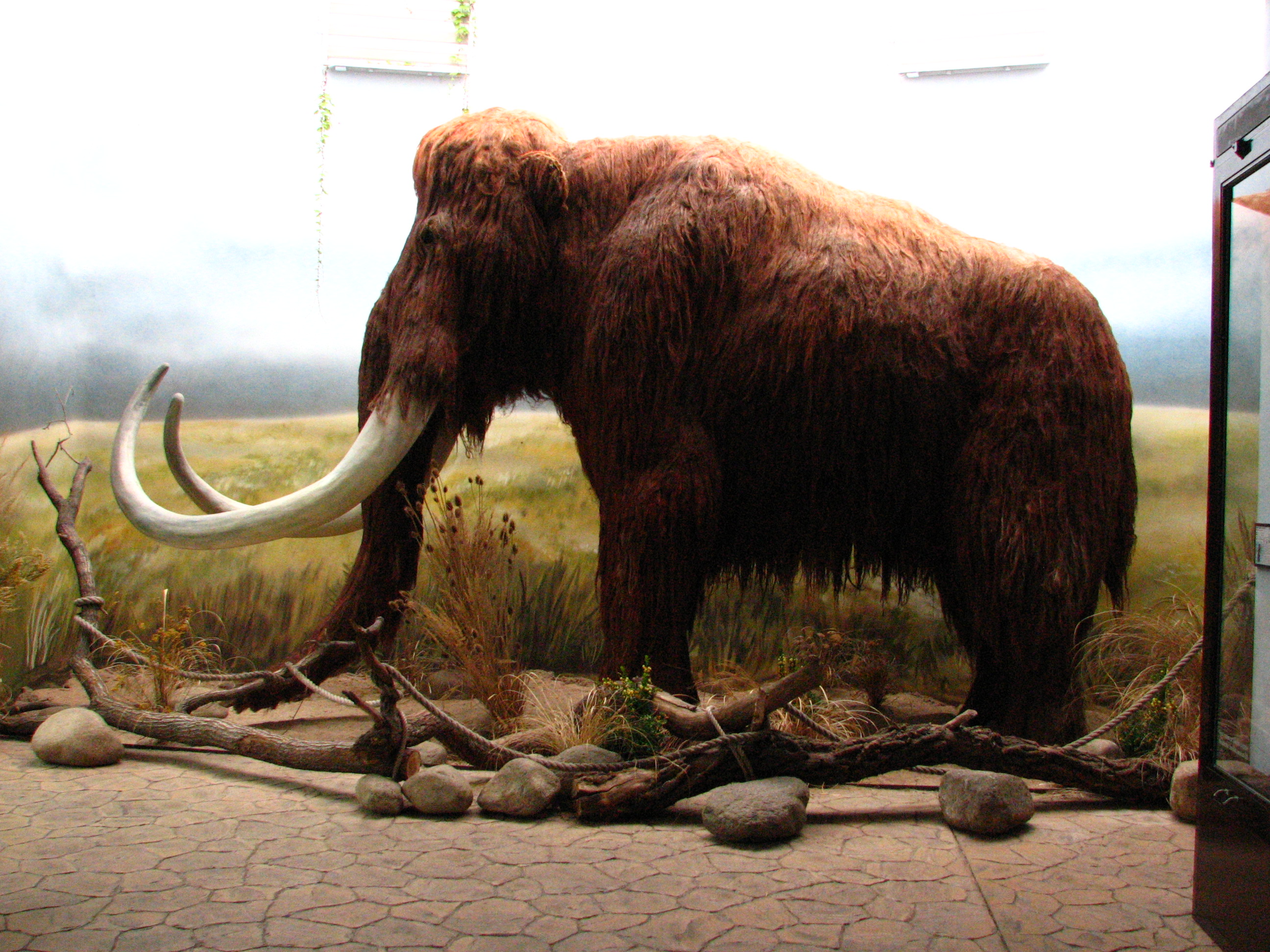
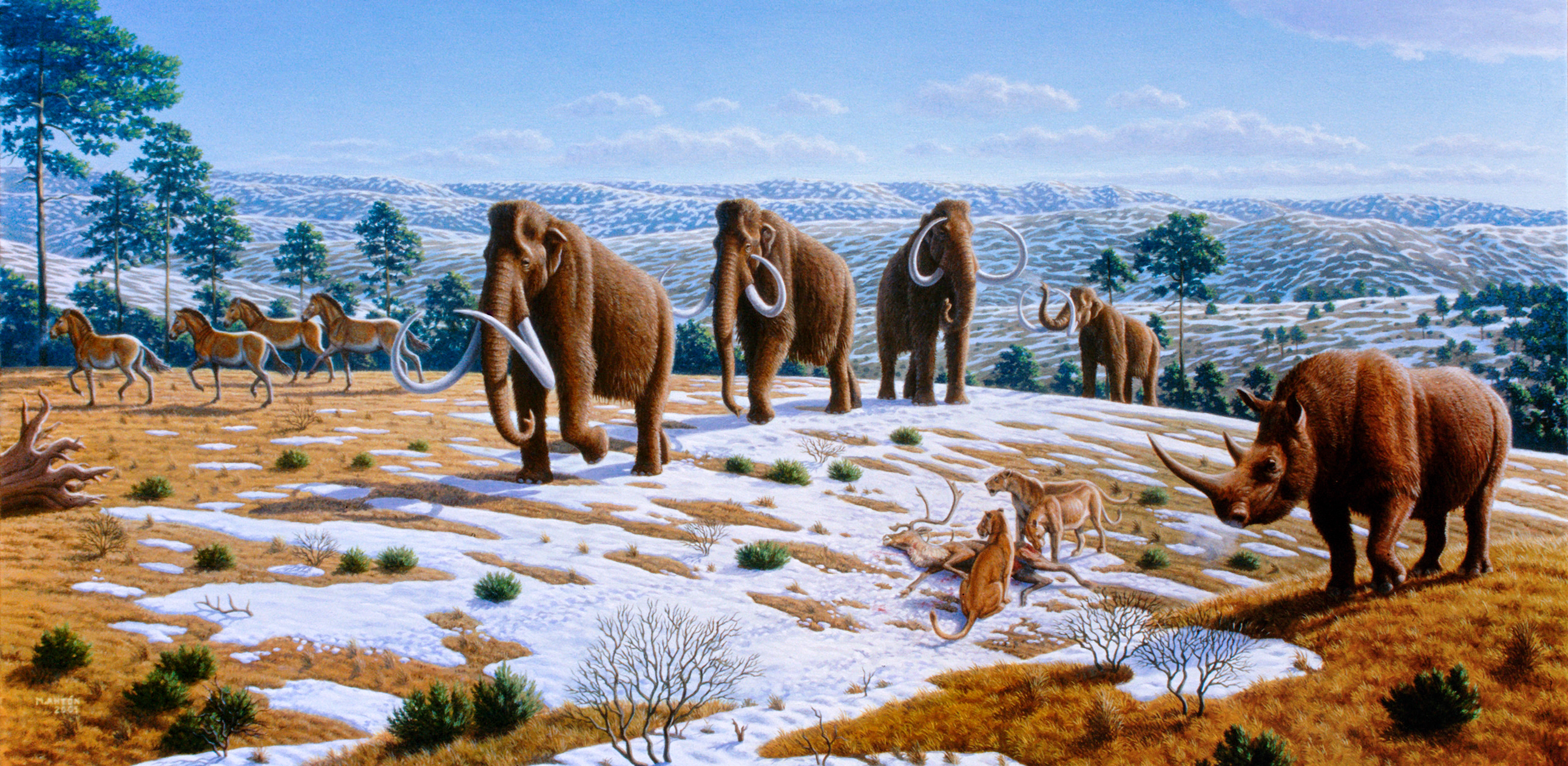
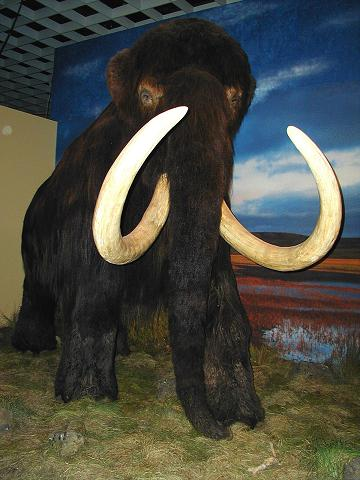
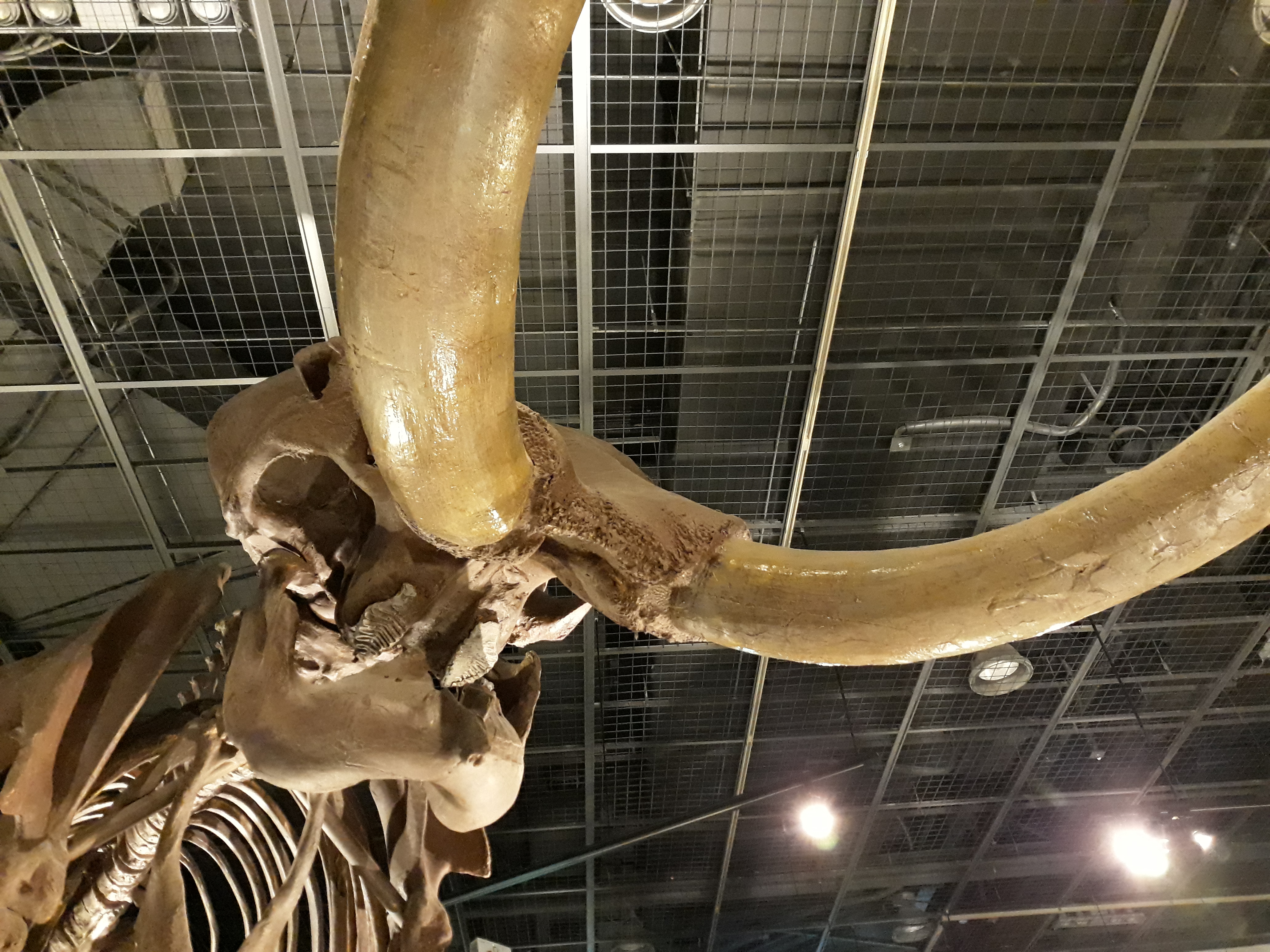
국립과천과학관 긴털 매머드화석
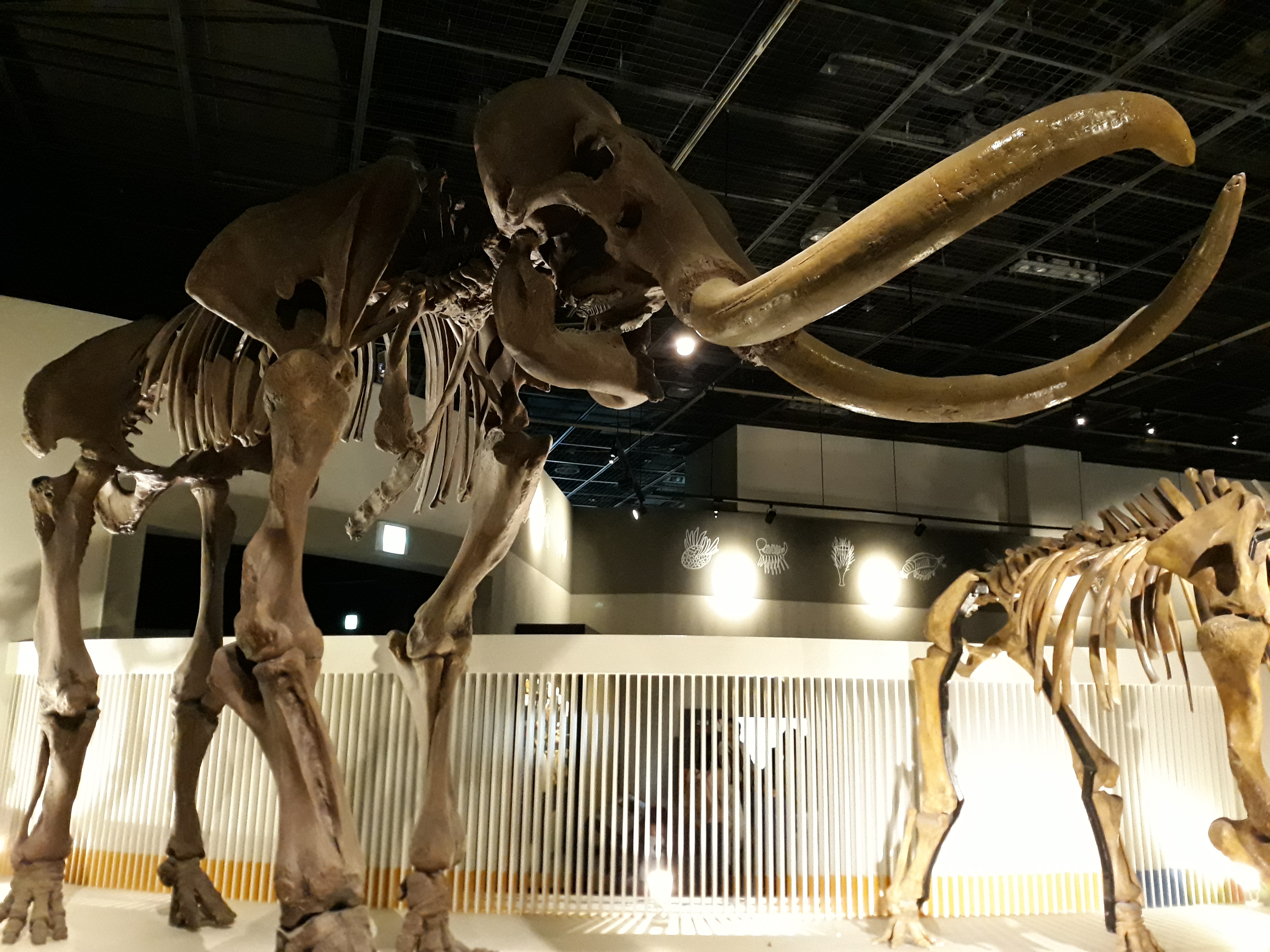
국립과천과학관 긴털 매머드화석
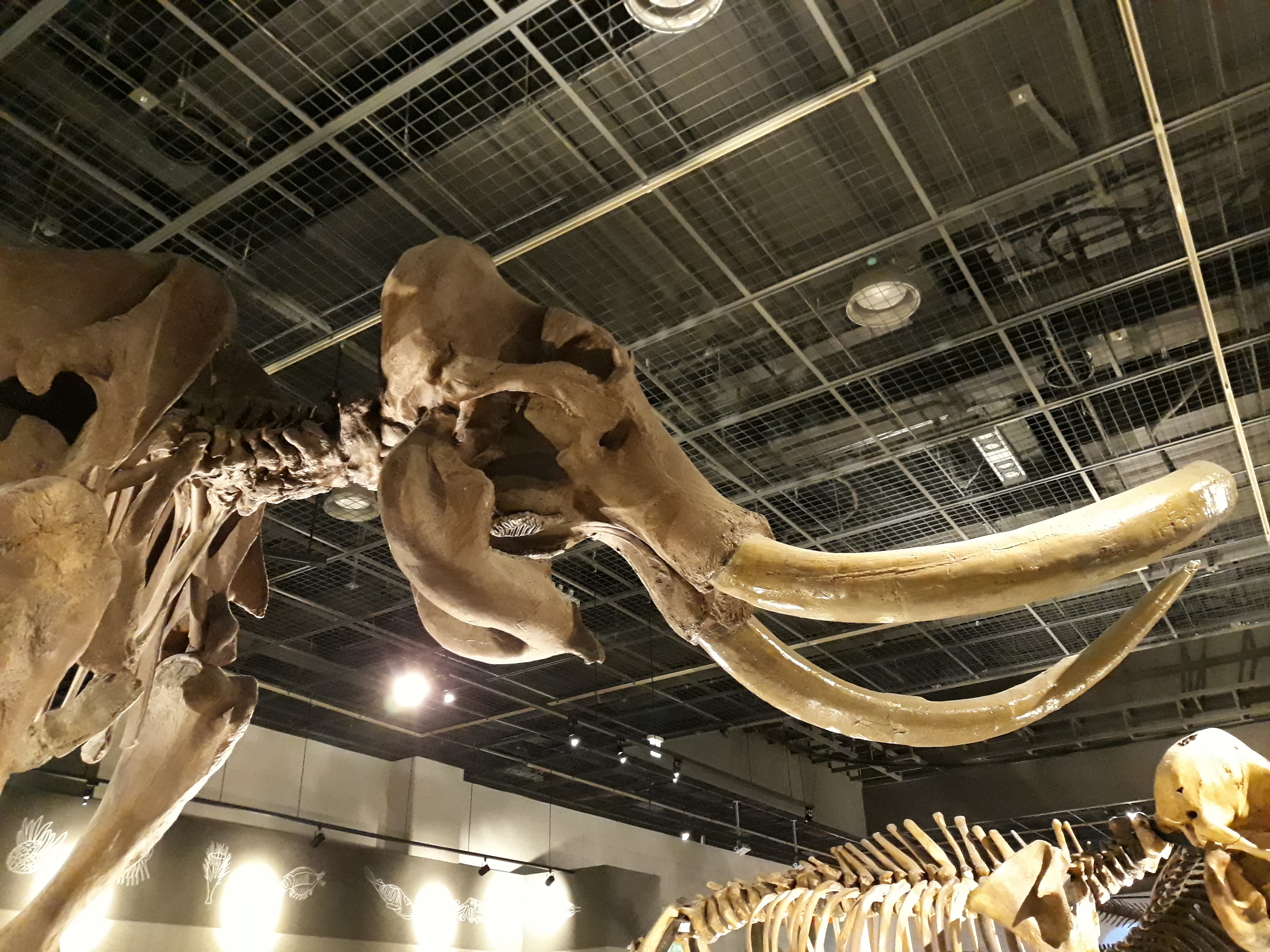
국립과천과학관 긴털 매머드화석

## 같이 보기
- 코끼리
- 마스토돈
- 털코뿔소
- 공상(恐象,Deinotherium)